# ZIP RAM

Zig-zag in-line package

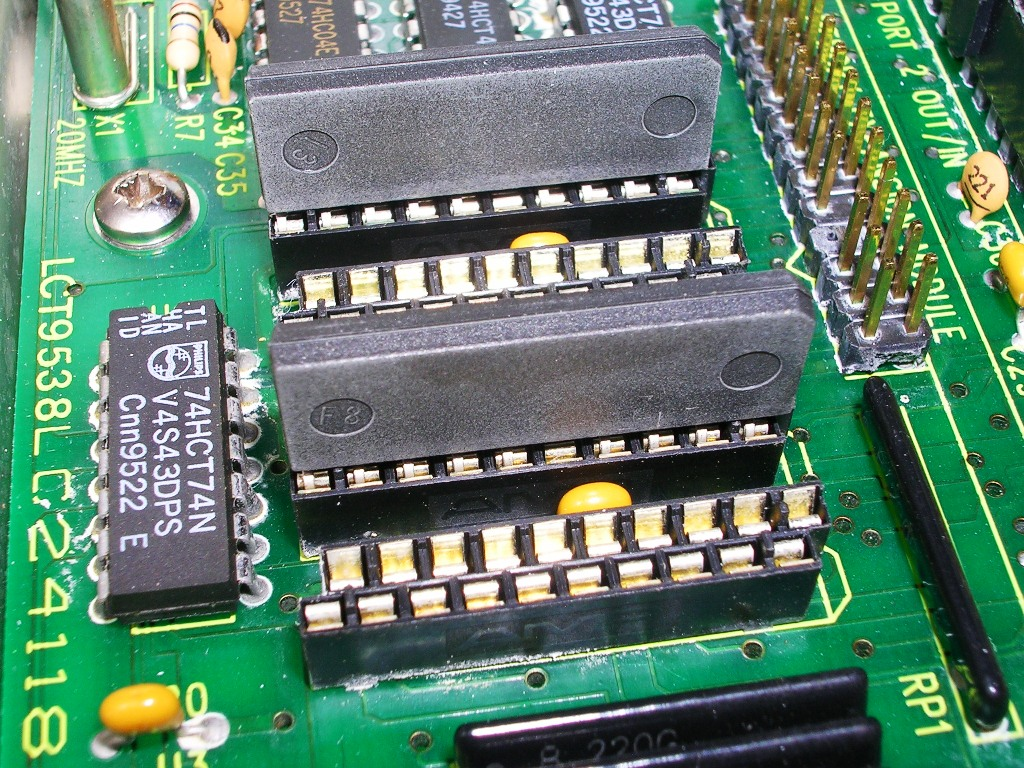
ZIP memóriák a foglalataikban

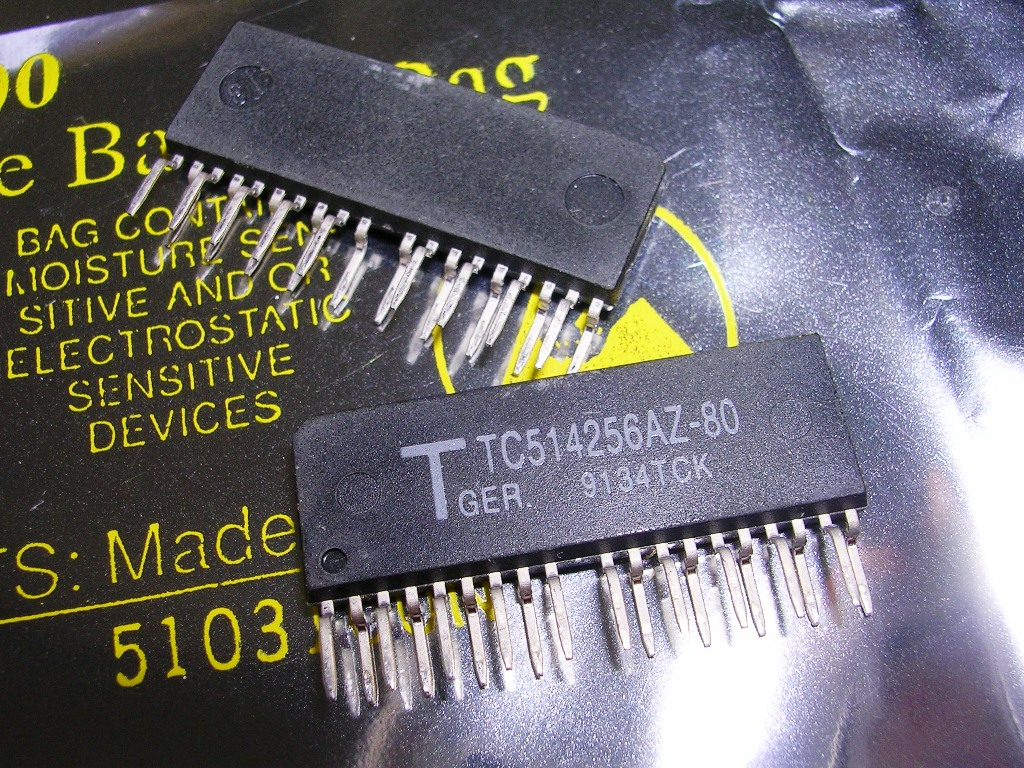
ZIP memória modulok

A Zig-zag In-line Package (röviden: ZIP) egy ma már nem használatos memóriatípus, illetve integrált áramkör tokozási technológia, mely a dual in-line package (DIP) technológia leváltására lett volna hivatott.

## Felépítés
A ZIP RAM lényegében egy körülbelül 3 mm x 30 mm x 10 mm külső méretekkel rendelkező műanyag tokba ágyazott memóriamodul, melyből az egyik hosszú él mentén két sorban 16, 20, 28 vagy 40 tű (utóbbi a ZIP-20 tokozás) áll ki cikcakk elrendezésben. A két sor 1,27 mm eltolással helyezkedik el egymás mellett, így lehetővé teszi, hogy a modulokat DIP tokozású RAM-okhoz képest közelebb helyezzék el egymáshoz. A tűk a nekik megfelelő lyuksoros foglalatba illeszkednek.

## Felhasználási terület
A ZIP technológiát ma már felváltotta az ún. felületszerelt technológia (SMT/SMD), ahol a memóriachipeket közvetlenül a nyomtatott áramköri lapra forrasztják precíziós technológiával, illetve az élcsatlakozós memóriatípusok, mint amilyen például az SDRAM, illetve a DDR SDRAM.
Speciális felhasználási körben, nagyteljesítményű eszközök esetén (pl. műveleti erősítő IC-k, feszültségszabályozók, motorindító IC-k), azonban még használják a ZIP technológiát és ezeket az áramköri elemeket általában hűtőbordához vagy más hőelvezető felülethez erősítik (pl. TO-220-11, TO-220-15, illetve HZIP-25 motorindítók és Pentawatt L200 feszültségszabályozó).
Számítógépekben az ún. ZIP RAM-ok már csak évtizedekkel ezelőtt gyártott modellekben találhatók meg, mint például:
- Amiga 500 - egyes trapdoor bővítőkártyák
- Amiga 2000 - egyes Zorro II bővítőkártyák, illetve processzorkártyák
- Amiga 3000 - gyárilag ZIP memóriával szerelt + egyes bővítőkártyák
- Commodore CDTV - gyárilag ZIP memóriával szerelt
- Acorn Archimedes 300 és 400 sorozat - gyárilag ZIP memóriával szerelt
- Acorn Archimedes A3010 és A3020 - gyárilag ZIP memóriával szerelt